# Strangalidium linsleyanum
Strangalidium linsleyanum là một loài bọ cánh cứng trong họ Cerambycidae.